# Synchronizace
Synchronizace (česky sladění) je proces, jímž se více prvků v nějakém systému přivádí k organizovanému chodu nebo shodnému stavu. Synchronizace se používá tam, kde by neorganizovaná činnost elementů nebo jejich odlišné vlastnosti byly na závadu. O elementech, jež vykazují stav, který odpovídá výsledku synchronizace, říkáme, že jsou synchronizovány (sladěny). Pakliže se synchronizací dosahuje souhlasný stav, její výsledek je možno označit jako konzistenci.
Synchronizaci se uplatňuje v konstrukci strojních součástí, v telekomunikacích, v programování, ve správě datových center, ale i při organizaci jiných činností nebo dějů.

## Strojírenství
Synchronizací se nazývá proces, kterým se vyrovnávají rychlosti ozubených kol (hřídelí) v synchronizované převodovce, než do sebe tato kola zapadnou; v převodovce jsou k tomuto účelu zřízeny tzv. synchronizační spojky. Synchronizovaná převodovka umožňuje řidiči vozidla s manuální převodovkou řadit na jedno sešlápnutí spojky a bez tzv. meziplynů. Synchronizace probíhá v době, kdy řidič vyvíjí tlak na řadicí páku — než se tato (při správné obsluze) dostane do polohy odpovídající některému převodovému stupni.

## Telekomunikace
V telekomunikacích se synchronizací nazývá proces v číslicových (digitálních) přenosech, kterým se zorientuje přijímač — zjistí, ve kterých časech navzorkované napěťové úrovně má přiřazovat kterým bitům v rámcích.
Digitální přenosové systémy lze hrubě rozdělit na ty, ve kterých se přenosové pásmo využívá trvale, a na ty, které se uvádějí do činnosti teprve v případě požadavku na přenos informace. První jmenovaná skupina je charakteristická tím, že stav synchronizace udržuje trvale, pro druhou je příznačné provádění synchronizace před přenosem každého rámce (předpokládá se, že do dokončení jeho přenosu ke ztrátě synchronizovaného stavu nedojde). Přenosové systémy prvního druhu synchronizaci hlídají prostřednictvím tzv. poplachových bitů, kdy v daných časových okamžicích musí přijít pevně daný bit, technologie druhého druhu synchronizace dosahují tzv. preambulí — pevně danou sekvencí bitů, jež tvoří úvodní část rámce. Za první skupinu, která je běžnější v telefonních sítích a při fixním počtu uzlů, lze jmenovat technologii PCM 30/32, známým zástupcem druhé skupiny, dominující datovým sítím, je Ethernet.

## Informatika
V informatice má synchronizace nejméně dva zcela odlišné významy — synchronizace dat má za úkol dbát o to, aby v nějaké množině úložišť byla udržována stejná data, resp. aby tato úložiště byla svým obsahem aktuální, synchronizace entit zpracovávajících data (procesů nebo vláken) zajišťuje, že mezi jednotlivými operacemi, jež tyto entity vykonávají, nedojde k souběhu (např. se mezi první a druhou stránkou jednoho dokumentu nevytiskne jiný dokument).

## Fotografování
Při fotografování je žádoucí závěrku fotoaparátu a blesku provozovat synchronně. Používá se k tomu tzv. synchronizátor.

## Ozbrojené složky
Synchronizace nachází uplatnění také v případě použití síly. Jednotka rychlého nasazení provádějící infiltraci ve stejný čas tento vpád provádí synchronně. Podobně členové přepadové vojenské jednotky útočí všichni společně — na společné činnosti se domlouvají, synchronizují se v ní.
O synchronizaci lze hovořit též v případě, kdy vojenský oddíl pochoduje jednotným krokem.

## Politika
V politice můžeme termín synchronizace upotřebit k identifikaci principu dosahování názorové shody. Když politici zastupující jeden politický subjekt (kupř. politickou stranu nebo stát) navenek prezentují shodná stanoviska, lze konstatovat, že jsou (dobře) synchronizováni.

## Fyzika
Pro korektní popis pohybu, resp. určování času v dané vztažné soustavě, je nutné mít v jednotlivých místech měření synchronizované hodiny, tedy hodiny ukazující shodný čas. Zdánlivě jednoduchý problém se komplikuje pro velmi přesná měření při uvážení důsledků teorie relativity, zejména relativnosti současnosti a dilatace času. Pro jednoduché zajištění současnosti je nutná i soumístnost, ale při přenosu hodin synchronizovaných na jednom místě v prostoru na daná místa měření se nelze ubránit jistým zrychlením, a tedy změně rychlosti chodu hodin. Řešení však nabízí postulát konstantní rychlosti světla: Hodiny je třeba nejprve rozmístit, a poté synchronizovat světelnými (rádiovými apod.) signály. Gravitační dilatace času se pak zohledňuje výpočtem.